# 菲利佩格拉
菲利佩格拉是巴西北大河州的一个市镇。总面积268.427平方公里，总人口5159人，人口密度19.2人/平方公里。